# Demisalto magnus
Demisalto magnus är en kvalsterart som först beskrevs av Coetzee 1993.  Demisalto magnus ingår i släktet Demisalto och familjen Zetomotrichidae. Inga underarter finns listade i Catalogue of Life.